# Roberts County, South Dakota
Roberts County är ett administrativt område i delstaten South Dakota, USA, med 10 149 invånare. Den administrativa huvudorten (county seat) är Sisseton. 

## Geografi
Enligt United States Census Bureau så har countyt en total area på 2 941 km². 2 852 km² av den arean är land och 88 km² är vatten. 

### Angränsande countyn
- Richland County, North Dakota - nord
- Traverse County, Minnesota - nordost
- Big Stone County, Minnesota - sydost
- Grant County, South Dakota - syd
- Day County, South Dakota - sydväst
- Marshall County, South Dakota - väst